# スレイマニエ・モスク
スレイマニエ・モスク（トルコ語: Süleymaniye Camii）は、オスマン帝国の旧都イスタンブールにあるモスク。1557年完成で、オスマン建築（トルコ建築）の最高作のひとつと言われる。イスタンブールの旧市街にある7つの丘のひとつの頂上に位置する。スレイマン・モスクともいう。

## 概要
オスマン帝国の第10代君主スレイマン1世の命により、当時の宮廷建築家頭で、トルコ史上最高の建築家と呼ばれるミマール・スィナンが設計、1550年に着工し、7年の歳月をかけて完成した。
主礼拝堂（トルコ語 : ジャーミー cami）の建物は前後59m、左右58mで、直径27.5m、頂点の高さは地上53mに達する大ドームを中心としたドーム群と4本の長いミナレットを持つ。大モスクの立ち並ぶイスタンブール旧市街の中でもひときわ大きく、丘の頂上よりやや北側の斜面に位置するため、旧市街北の金角湾方面から見て特に印象に残るモスクのひとつである。礼拝堂内部は大ドームを支える小ドームや柱の工夫によって広く明るい空間を実現しており、イズニク製タイルやステンドグラスで飾られている。
スレイマニエ・モスクは礼拝堂のほか、マドラサ、医学学校、病院、給食所、宿泊所、商業施設、ハンマームなど、多くの付属施設を持ち、複合施設群を形成している。また、礼拝堂の北側は墓地になっており、建設者スレイマン1世とスレイマンの皇后ヒュッレム・スルタン（ロクセラーナ）の墓廟があり、スレイマン、ヒュッレムのほか、スレイマン廟にはスレイマン2世とアフメト2世の2君主、ヒュッレム廟にはスレイマンの娘ミフリマー・スルタンら幾人かの皇族女子が眠っている。墓苑内には設計者スィナン自身の墓もある。
建物は1660年に火災の被害を受け、すぐにメフメト4世によって修復されたが、バロック様式を取り入れた形状に改変された。19世紀の修復で創建当時の様式が復元されたが、第一次世界大戦中に武器庫に使われたのが原因で再び火災の被害を受け、1956年に修復されて元の姿を取り戻した。

## 登録基準
この世界遺産は世界遺産登録基準のうち、以下の条件を満たし、登録された（以下の基準は世界遺産センター公表の登録基準からの翻訳、引用である）。
- (1) 人類の創造的才能を表現する傑作。
- (2) ある期間を通じてまたはある文化圏において、建築、技術、記念碑的芸術、都市計画、景観デザインの発展に関し、人類の価値の重要な交流を示すもの。
- (3) 現存するまたは消滅した文化的伝統または文明の、唯一のまたは少なくとも稀な証拠。
- (4) 人類の歴史上重要な時代を例証する建築様式、建築物群、技術の集積または景観の優れた例。

## ギャラリー

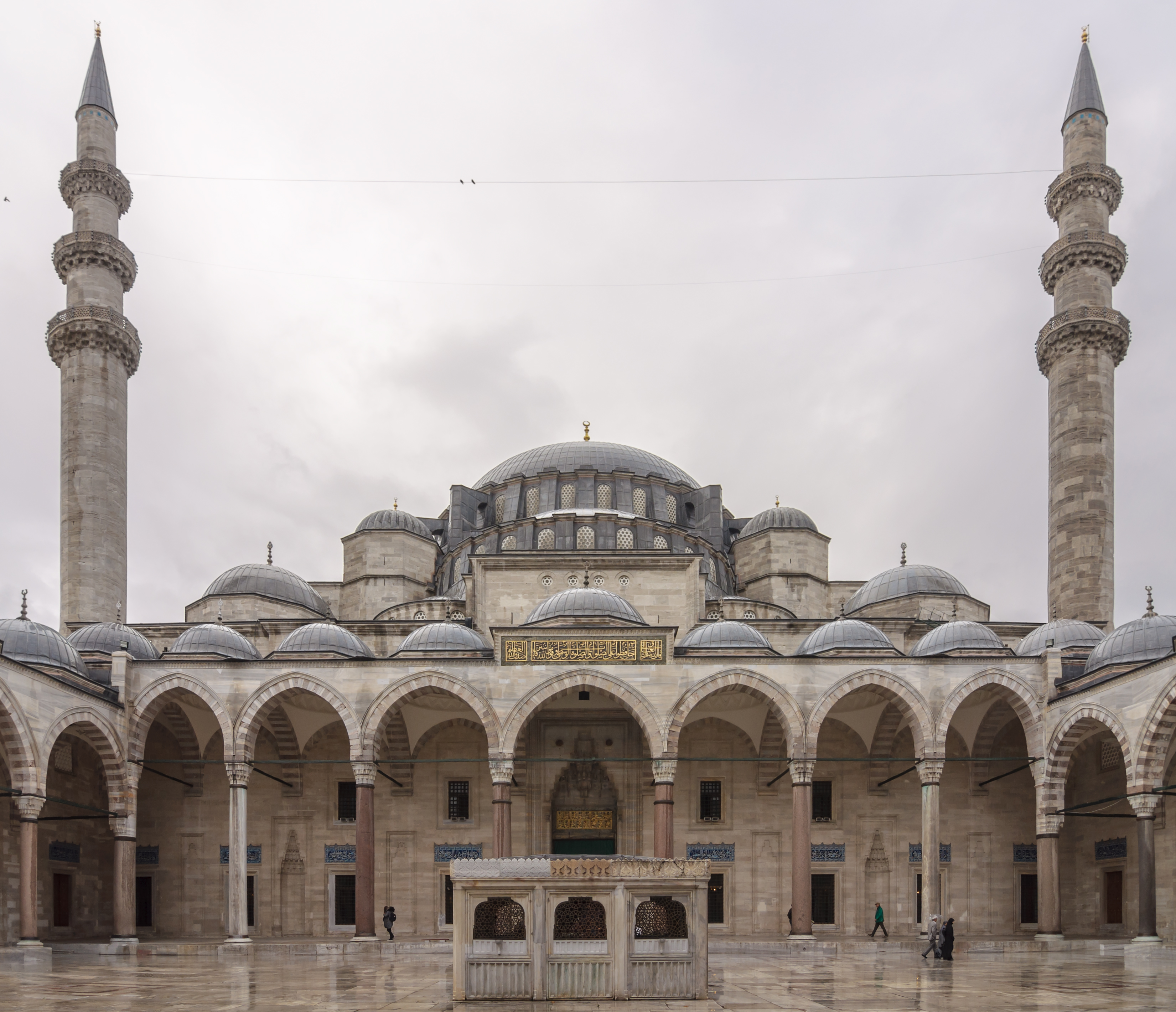
前庭
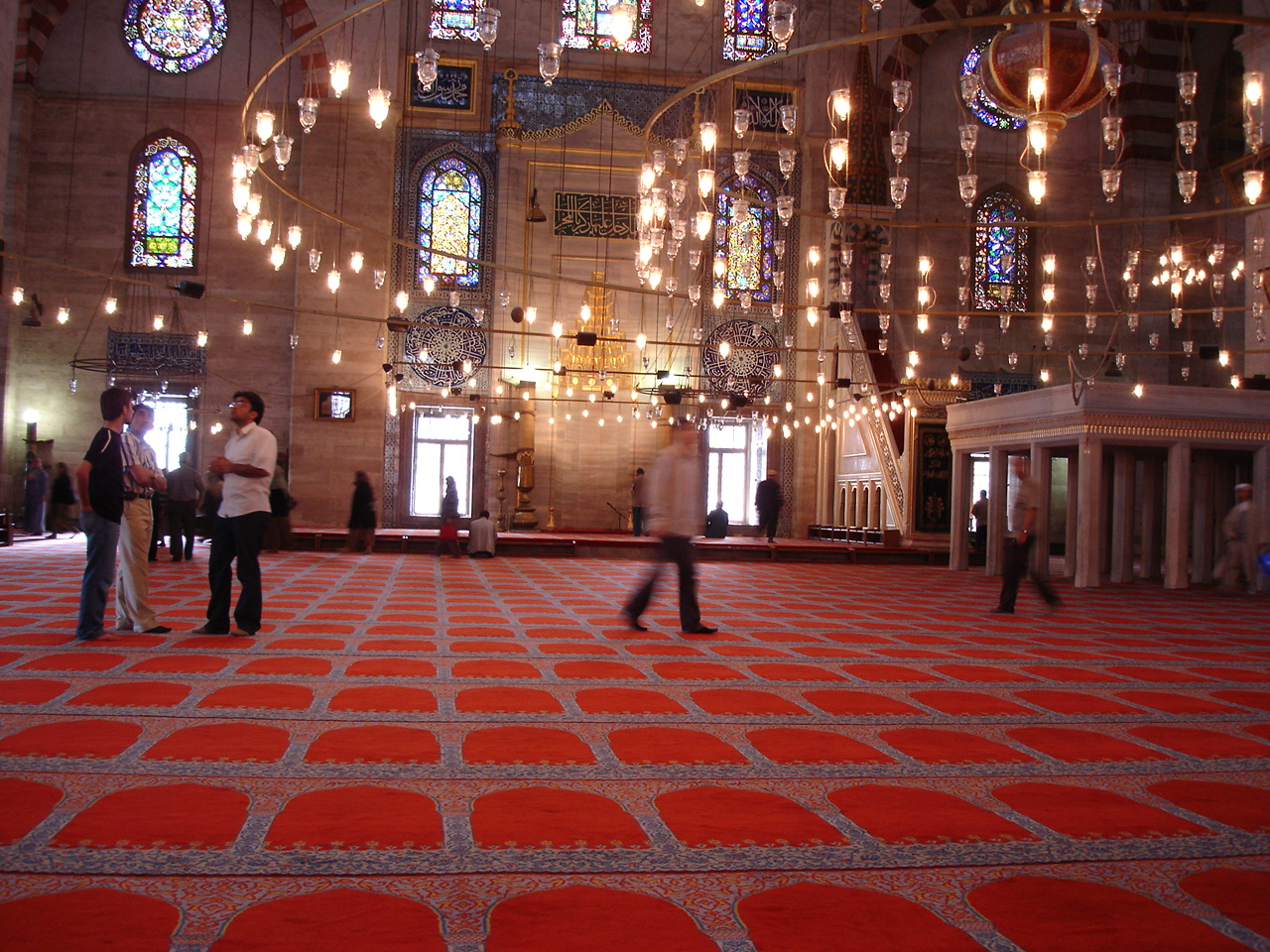
ドーム内部
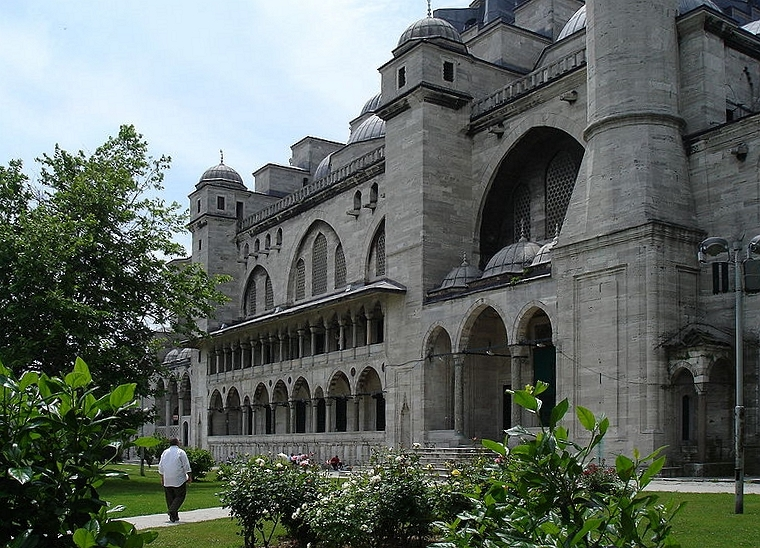
境内北側の庭園
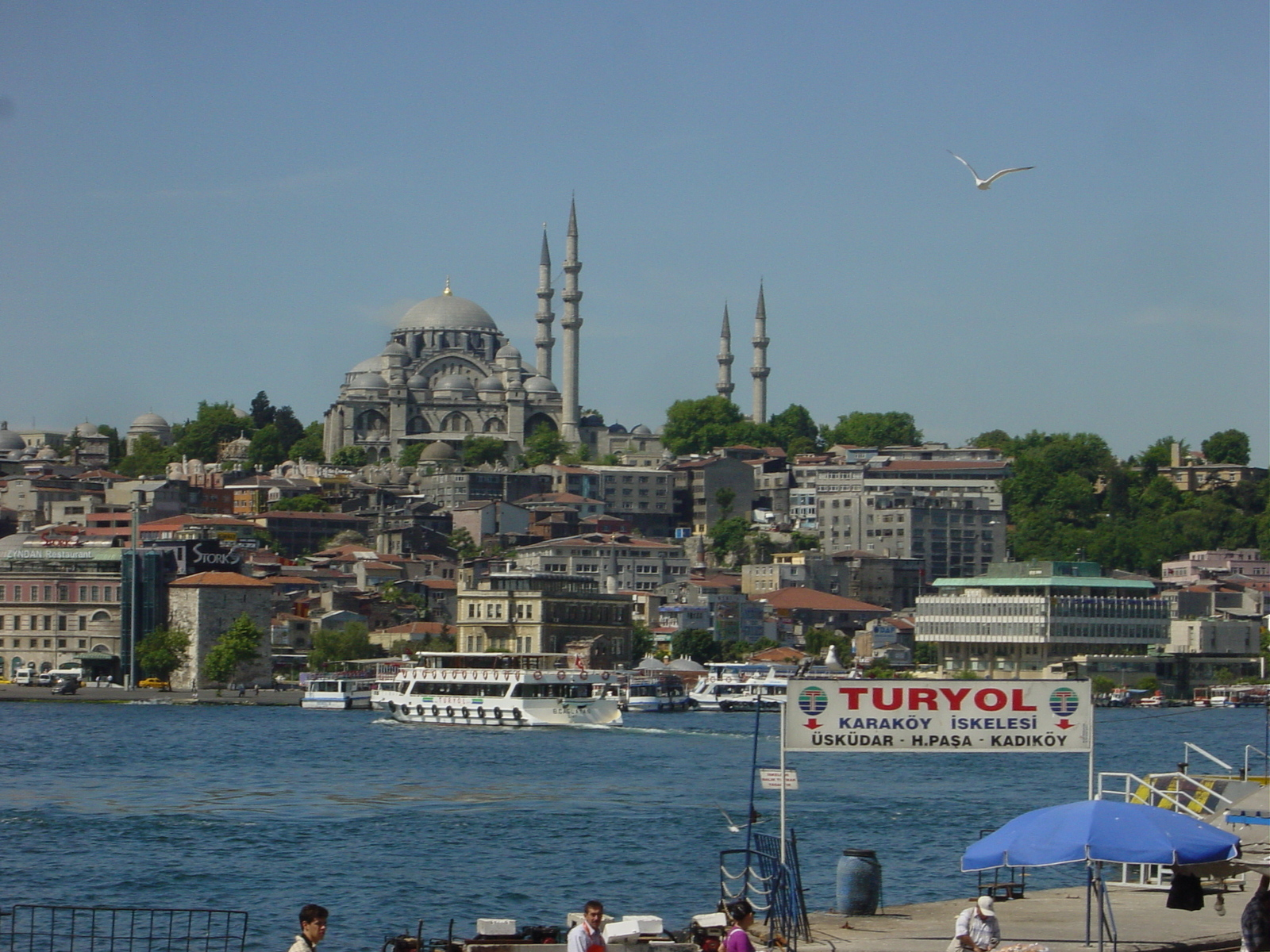
遠景